# La Mina (Valledupar)
La Mina es uno de los 26 corregimientos del municipio colombiano de Valledupar, en el departamento del Cesar (Colombia). Se encuentra ubicado a 41 km, al norte de Valledupar, en el piedemonte de la Sierra Nevada de Santa Marta.

## Reseña histórica
La Mina se inició como un pequeño caserío con suficiente dinero, donde todos los productos que allí se llevaban eran vendidos o canjeados en su totalidad. Los vendedores, con base en eso, salían contentos y decían que ese lugar era una mina, de ahí deriva su nombre.
Fue creado como corregimiento de Valledupar el 24 de mayo de 1967 mediante el acuerdo municipal 007, siendo alcalde de Valledupar Jose Guillermo Castro. El corregimiento hace parte del Resguardo indígena Kankuamo, constituido según resolución n.º 012 del 10 de abril de 2003 del Instituto Colombiano de la Reforma Agraria (INCORA).
Durante el conflicto armado colombiano la zona estuvo bajo asedio del frente 59 de las FARC y del ELN, por la falta de presencia de la fuerza pública, luego a mediados de la década de 1990 arremetieron paramilitares de las Autodefensas Unidas de Colombia (AUC) con elementos del Bloque Norte.

## Geografía

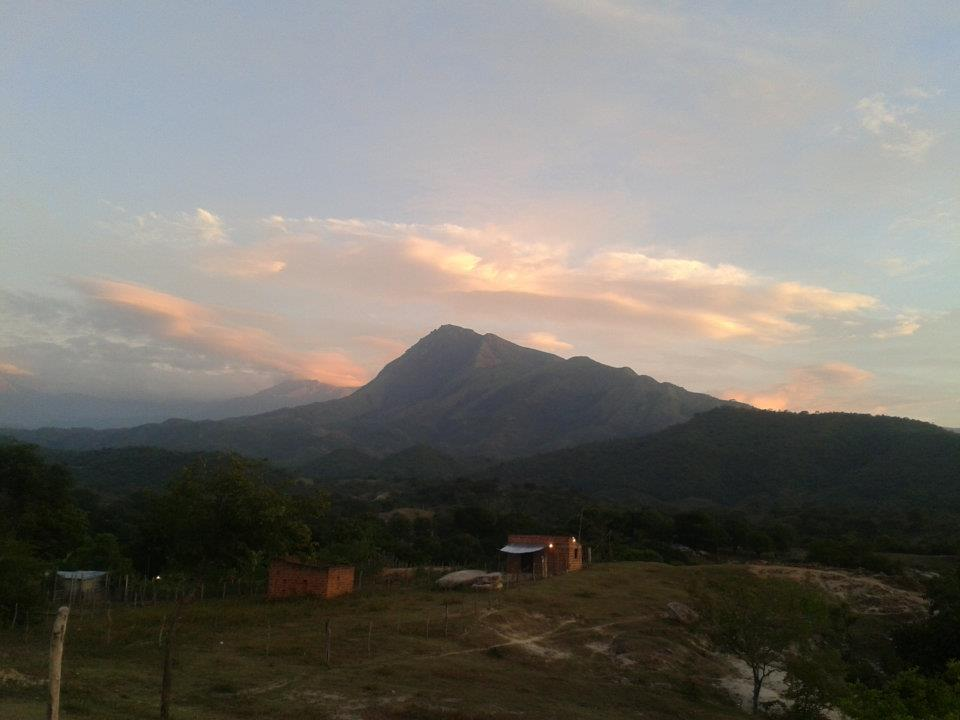
Paisajes vistos al amanecer en el corregimiento de La Mina.

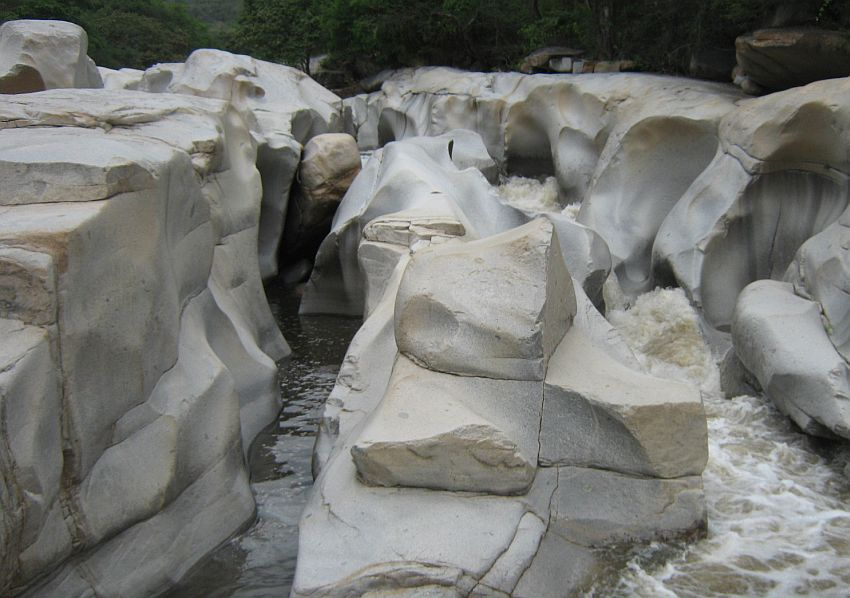
Vista del río Badillo en el corregimiento de La Mina (Valledupar).

El corregimiento se encuentra a 41 kilómetros de Valledupar; limita al norte con el cerro y al oeste con el corregimiento de Atánquez, al sur con el corregimiento de Rio Seco y al este con el corregimiento de Patillal. Está bañado por los ríos Badillo y Candela, los cuales son frecuentados diariamente por turistas y bañistas que disfrutan de sus aguas. Al estar ubicado muy cerca de la Sierra Nevada de Santa Marta posee un clima cálido, unos 30° centígrados en promedio anual.
Su superficie es de 49,72 kilómetros cuadrados, y se encuentra a unos 500 metros sobre el nivel del mar.
De acuerdo a estimativos del año 2008, su población es de unos 2.000 habitantes, siendo casi en su totalidad población indígena.
Tiene un número aproximado de 252 viviendas en el que habitan en promedio dos familias y ocho personas por vivienda.

## Economía
Las actividades económicas más significativas son la agricultura, las artesanías y la cría de especies menores. Los principales productos agrícolas cultivados son: yuca, maíz, fríjol, café, aguacate y mango. En cuanto a las artesanías, es importante resaltar la producción de mochilas, la cual se ha incrementado debido al aumento de la demanda por parte de otros departamentos y del exterior del país. La actividad comercial está compuesta por tiendas y estaderos que reciben a varios turistas.

## Cultura y religión
Sus habitantes practican las danzas del Chicote, la Gaita y danzas occidentales. Carece de biblioteca y grupos de teatro, entre otras manifestaciones culturales.
Sus principales celebraciones son: Las fiestas de San Martín y las fiestas de la Virgen del Carmen, que se celebran el 11 de noviembre y 16 de julio respectivamente.
La Mina cuenta con dos centros educativos de carácter oficial: Uno cubre los niveles de secundaria llamado Instituto Agrícola de La Mina, con una población aproximada de 270 estudiantes; el otro es denominado Escuela Rural Mixta de la Mina, cubre los niveles de preescolar y básica primaria, con una población de 250 estudiantes.
Dispone de una tarima, un parque recreativo y dos canchas deportivas: una de fútbol y otra multifuncional.
En cuanto a su religión, existen tres iglesias, una católica y dos cristianas evangélicas. Además, existen unos tres centros místicos indígenas. La iglesia católica realiza anualmente alrededor de 12 primeras comuniones, 25 bautizos y dos matrimonios, dichos sacramentos son realizados en los meses de junio y noviembre.

## Salud
Tiene al servicio un puesto de salud, en buen estado, el cual es atendido por un médico general y dos auxiliares de enfermería (una nombrada por el hospital Eduardo Arredondo Daza y la otra por la IPS Kankuama). Allí se prestan los servicios de primeros auxilios, medicina general, se desarrollan programas de promoción y prevención, planificación familiar, vacunación, entre otros. Los casos que requieren mayor atención médica son trasladados a Valledupar.
Las enfermedades más comunes son: Infecciones respiratorias agudas (IRA), enfermedades diarreicas agudas (EDA) e hipertensión arterial.
Las principales causas de muerte suceden por infarto agudo del miocardio, muriendo un promedio de cuatro personas al año.

## Administración
El corregimiento de La Mina, hace parte de la Organización Indígena Kankuama (OIK), por lo tanto es regido por el Cabildo Gobernador y un Cabildo Menor.
Entre las instituciones que hacen presencia se destacan la Alcaldía Municipal de Valledupar, a través de: Aportes económicos y mercados complementarios a los adultos mayores, desayunos infantiles, asistencia técnica agropecuaria, entre otras.